# Ньюман, Джеймс Хансен
Джеймс «Джим» Ха́нсен Нью́ман (англ. James Hansen 'Jim' Newman; род. 1956) — астронавт НАСА. Совершил четыре космических полёта на шаттлах: STS-51 (1993, «Дискавери»), STS-69 (1995, «Индевор»), STS-88 (1998, «Индевор») и STS-109 (2002, «Колумбия»), совершил шесть выходов в открытый космос, физик.

## Личные данные и образование

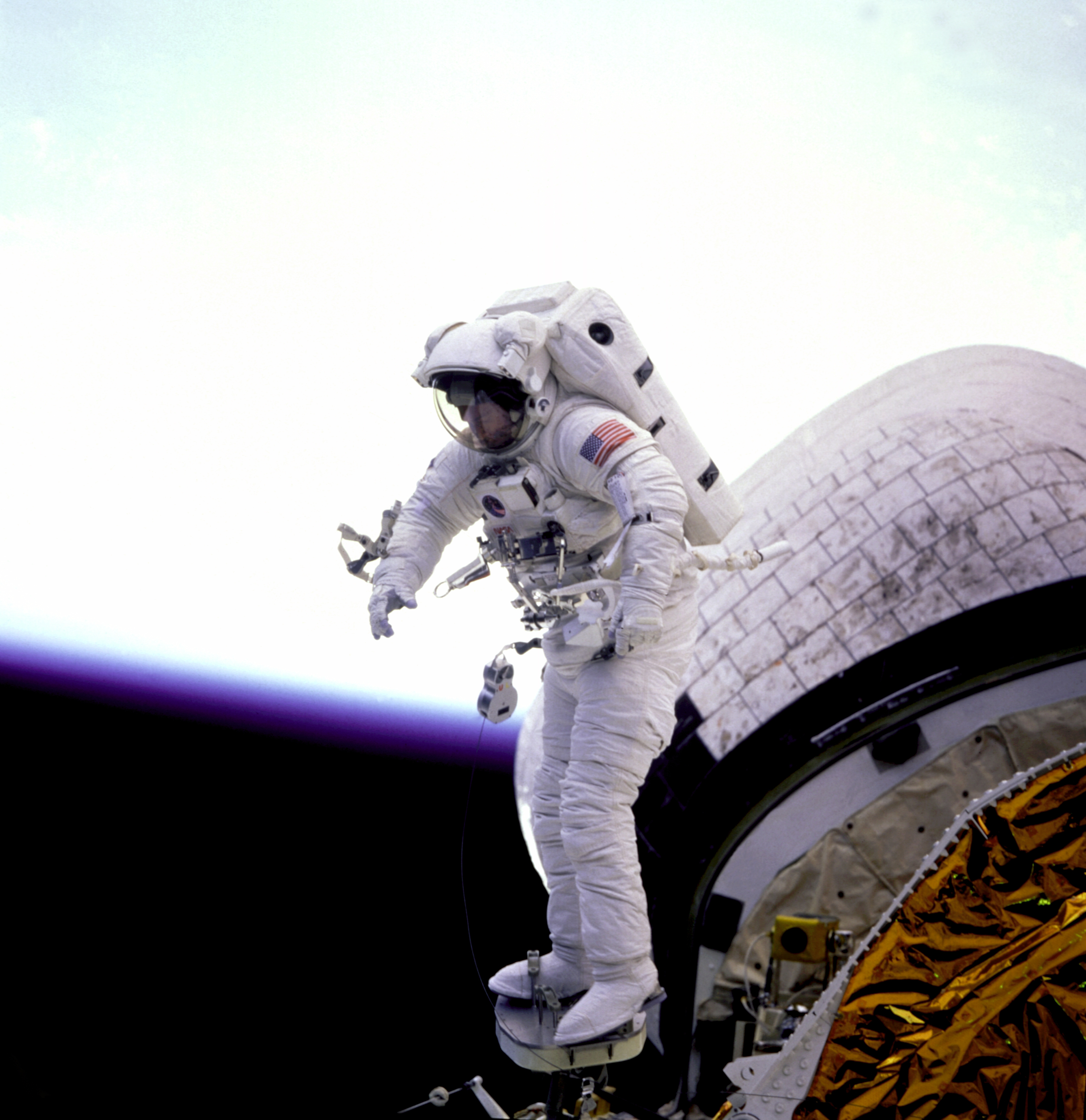
STS-51: работы в открытом космосе.

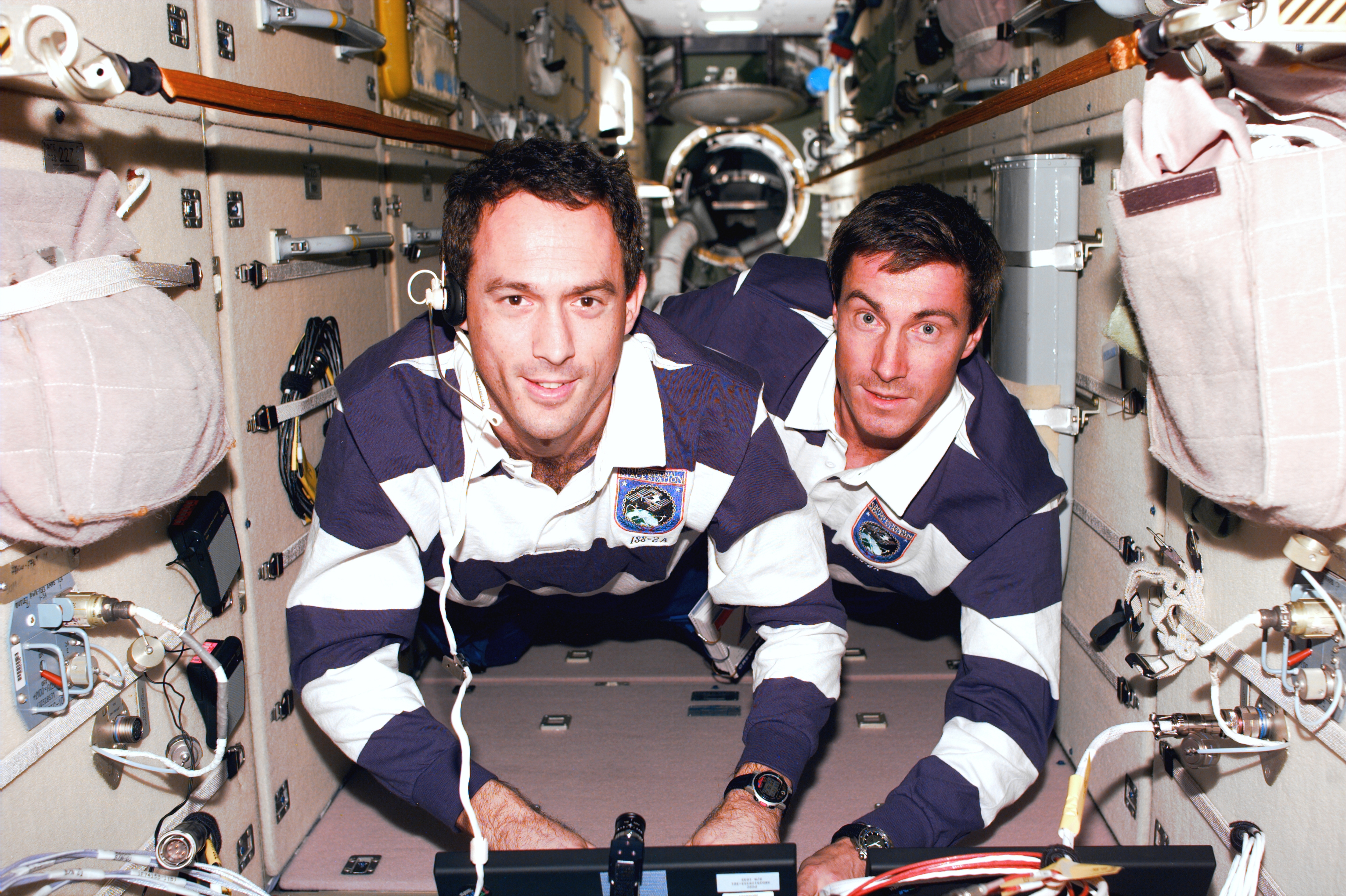
STS-88: Ньюман (слева) на борту модуля «Заря».

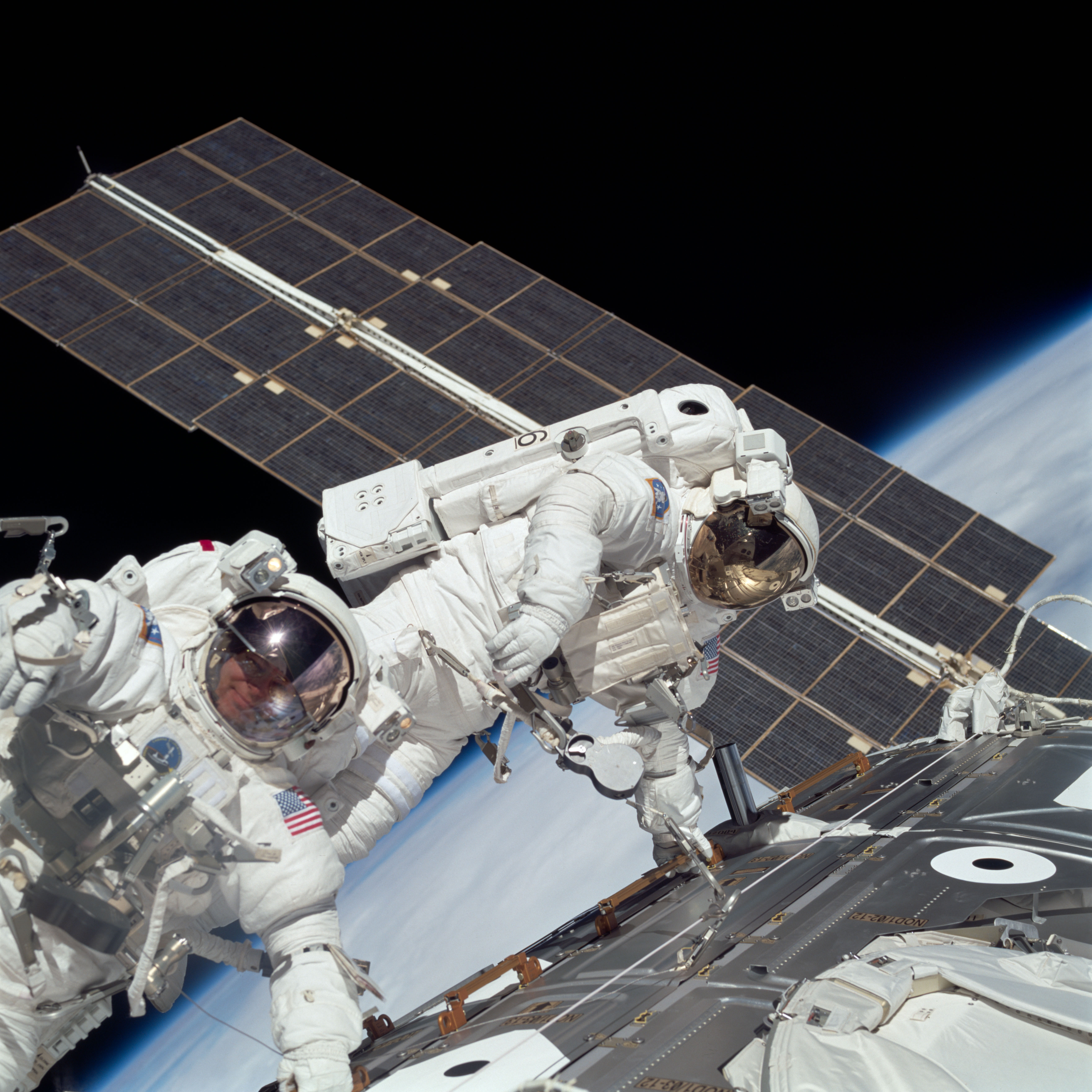
STS-88: работы в открытом космосе, Уайсофф справа.

Джеймс Ньюман родился 16 октября 1956 года в Микронезии, но своим родным считает город Сан-Диего, Калифорния, где в 1974 году окончил среднюю школу. В 1978 году получил степень бакалавра в области физики, окончив с отличием Дартмутский колледж (Университет), в городе Гановер, штат Нью-Гэмпшир. В 1982 и 1984 годах, соответственно, получил степень магистра и Ph. D. в области физики в Университете Райса, Хьюстон, Техас.
Женат на Мэри Ли Пайпер, у них сын. Её родители Уайли и Бернард Пайперы, проживают в Хьюстоне, штат Техас. Ньюман любит туризм, футбол, софтбол, сквош, и полёты. Его мать — Рут Хансен и его отец — Уильям Ньюман (врач), являются жителями Сан-Диего.

## До НАСА
После окончания Университета Райса в 1984 году, Ньюман год занимался подготовкой докторской диссертации. Он занимался исследованиями в области атомной и молекулярной физики, в частности, столкновениями атомов и молекул на средних и низких скоростях. Для своей докторской работы в Университете Райса он разрабатывал, изготавливал и испытывал на практике новые позиционно-чувствительные системы обнаружения и измерения энергии при столкновений атомов и молекул. В 1985 году Ньюман получил звание профессора на кафедре «Космической физики и астрономии» в Университете Райса. В этом же году он пришёл на работу в Космический Центр имени Джонсона, в Хьюстоне, штат Техас. В его обязанности входило обучение лётных экипажей управлению, контролю, маневрированию и ориентации шаттлов на орбите.

## Подготовка к космическим полётам
В 1984 году принимал участие в 10-м наборе астронавтов. В январе 1990 года был зачислен в отряд НАСА в составе тринадцатого набора, кандидатом в астронавты. Стал проходить обучение по курсу Общекосмической подготовки (ОКП). По окончании курса, в июле 1991 года получил квалификацию «специалист полёта» и назначение в Офис астронавтов НАСА.
Работал в Отделе обеспечения операций, Отделе планирования полётов, возглавлял Отдел компьютерного обеспечения шаттлов.

## Полёты в космос
- Первый полёт — STS-51[3], шаттл «Дискавери». C 12 по 22 сентября 1993 года в качестве «специалиста полёта». Продолжение медико-биологических исследований и астрономических наблюдений. Во время полёта выполнил один выход в открытый космос: 16 сентября 1993 — продолжительностью 7 часа 5 минут. Астронавты благополучно приземлились на авиабазе Эдвардс. Продолжительность полёта составила 9 дней 20 часов 12 минут[4].

- Второй полёт — STS-69[5], шаттл «Индевор». C 7 по 18 сентября 1995 года в качестве «специалиста полёта». Это второй полёт для фонда «Создадим защитный щит» (WSF), в ходе которого НАСА бесплатно вывело на орбиту возвращаемый спутник в форме блюдца, который будет лететь рядом с Международной космической станцией (МКС) в течение нескольких дней. WSF вело исследование роста тонких плёнок в почти идеальном вакууме. Экипаж вывел возвращаемый астрономический спутник SPARTAN. Был выполнен выход в открытый космос для проверки сборки аппаратуры на внешней поверхности международной космической станции и испытание новых теплозащитных усовершенствований скафандров. Продолжительность полёта составила 10 суток 20 часов 30 минут[6].

- Третий полёт — STS-88[7], шаттл «Индевор». C 4 по 16 декабря 1998 года в качестве «командира корабля». Это была первая строительная миссия, выполненная НАСА по программе сборки Международной космической станции. Основной задачей миссии была доставка на орбиту американского модуля «Юнити» (Unity) с двумя стыковочными переходниками и пристыковка модуля «Юнити» к уже находящемуся в космосе российскому модулю «Заря». В грузовом отсеке шаттла находились также два демонстрационных спутника MightySat, а также аргентинский исследовательский спутник. Эти спутники были запущены после того, как экипаж шаттла закончил работы, связанные с МКС, и шаттл отстыковался от станции. Полётное задание было успешно выполнено, в ходе полёта экипажем было осуществлено три выхода в открытый космос. Во время полёта совершил три выхода в открытый космос: 7 декабря 1998 года — продолжительностью 7 часов 21 минуту, 9 декабря 1998 года — 7 часов 2 минуты и 12 декабря — 6 часов 59 минут. Продолжительность полёта составила 11 дней 19 часов 19 минут[8].

- Четвёртый полёт — STS-109[9], шаттл «Колумбия». C 1 по 12 марта 2002 года в качестве «специалиста полёта». Основной задачей 3-й миссии к телескопу являлись ремонт и дооснащение космического телескопа имени Хаббла. Помимо этого в полётное задание STS-109 были включены два дополнительных эксперимента технического характера (навигация с помощью системы GPS и определение характеристик при посадке с боковым ветром), 8 экспериментов медицинского характера и образовательная программа, предусматривающая создание 20-минутных видеоуроков и сеансы связи со школами[10]. Астронавты совершили 5 выходов в открытый космос. Ньюман — два: 5 марта 2002 года — продолжительностью 7 часов 21 минуту и 7 марта 2002 года — 6 часов 59 минут. Продолжительность полёта составила 10 дней 22 часа 11 минут[11].

Общая продолжительность внекорабельной деятельности — 43 часа 13 минут. Общая продолжительность полётов в космос — 43 дня 10 часов 7 минут.

## После полётов
С марта 1999 по март 2001 года отвечал за работу телескопического манипулятора шаттла и Систему пространственного зрения.

## Награды и премии
Награждён: Медаль «За космический полёт» (1993, 1995, 1998 и 2002) и многие другие.